# Qualificazioni ai Giochi della XXIV Olimpiade (CONCACAF)
Di seguito sono elencati gli incontri con relativo risultato della zona nord/centro americana (CONCACAF) per le qualificazioni a Seul 1988.

## Formula
La formula prevedeva due turni preliminari.
Nel primo turno le squadre vennero divise in tre raggruppamenti denominati Gruppo A, Gruppo B e Gruppo C, a dispetto dei nomi non si trattava di una fase a gironi ma di un turno ad eliminazione diretta: le squadre vennero raggruppate a due a due e dovevano affrontarsi in spareggi A/R, qualora ci fosse stato un punteggio di parità dopo le due gare il passaggio del turno era affidato alla regola dei gol fuori casa.
Il Gruppo A era composto da 8 squadre mentre il Gruppo B e il Gruppo C erano composti da 4 squadre, il fatto che nel Gruppo A ci fosse un numero di squadre che era il doppio rispetto a quello degli altri due gruppi, rese necessario un turno preliminare il quale si svolgeva anch'esso secondo le modalità di spareggi A/R, le squadre vincitrici del turno preliminare passavano alla fase finale del Gruppo A.
Erano qualificate al secondo turno le vincitrici degli spareggi della fase finale del Gruppo A e le vincitrici degli spareggi del Gruppo B e del Gruppo C.
Il secondo turno era composto da due gruppi A/R, entrambi di 3 squadre, a cui partecipavano le squadre che avevano passato il primo turno.
Si qualificarono alle Olimpiadi le vincitrici dei due gironi.

## Risultati

### Primo turno

#### Gruppo A
Il Suriname si ritirò prima di giocare i suoi incontri.

##### Turno eliminatorio
| Nassau 25 gennaio 1987 | Bahamas | 1 – 3 | Guyana |  |

| Georgetown 22 febbraio 1987 | Guyana | 3 – 0 | Bahamas |  |

| Saint John's 26 aprile 1987                               | Antigua e Barbuda | 1 – 1    | Rep. Dominicana |  |
| \| \| \| \| \| Deterville 59’ \| Marcatori \| 67’ Nova \| |                   |          |                 |  |
|                                                           |                   |          |                 |  |
| Deterville 59’                                            | Marcatori         | 67’ Nova |                 |  |

| Santo Domingo 3 maggio 1987 | Rep. Dominicana | 0 – 0 | Antigua e Barbuda |  |

| Bridgetown 22 marzo 1987 | Barbados | 0 – 0 | Giamaica |  |

| Kingston 5 aprile 1987                     | Giamaica  | 0 – 1    | Barbados |  |
| \| \| \| \| \| \| Marcatori \| 38’ Hall \| |           |          |          |  |
|                                            |           |          |          |  |
|                                            | Marcatori | 38’ Hall |          |  |

|  | Suriname | – | Trinidad e Tobago |  |

|  | Trinidad e Tobago | – | Suriname |  |

Passano il turno Barbados (1-0), Rep. Dominicana (1-1, passa il turno per la regola dei gol fuori casa), Guyana (6-1) e Trinidad e Tobago (ritiro del Suriname).

##### Fase finale
| Georgetown 31 maggio 1987 | Guyana | 4 – 0 | Rep. Dominicana |  |

| Santo Domingo 7 giugno 1987 | Rep. Dominicana | 1 – 2 | Guyana |  |

| Port of Spain 10 maggio 1987 | Trinidad e Tobago | 2 – 0 | Barbados |  |

| Bridgetown 24 maggio 1987 | Barbados | 1 – 1 | Trinidad e Tobago |  |

Passano il turno Guyana (6-1) e Trinidad e Tobago (3-1).

#### Gruppo B
| Saint John 23 maggio 1987                                | Canada    | 2 – 0 | Stati Uniti |  |
| \| \| \| \| \| Mitchell 6’ Odinga 51’ \| Marcatori \| \| |           |       |             |  |
|                                                          |           |       |             |  |
| Mitchell 6’ Odinga 51’                                   | Marcatori |       |             |  |

| Fenton 30 maggio 1987                                        | Stati Uniti | 3 – 0 | Canada |  |
| \| \| \| \| \| Krumpe 32’ 54’ Gabarra 73’ \| Marcatori \| \| |             |       |        |  |
|                                                              |             |       |        |  |
| Krumpe 32’ 54’ Gabarra 73’                                   | Marcatori   |       |        |  |

| Prospect 1º aprile 1987                                                    | Bermuda   | 2 – 1           | Messico |  |
| \| \| \| \| \| Lugo 35’ (aut.) Wade 90’ \| Marcatori \| 67’ de la Torre \| |           |                 |         |  |
|                                                                            |           |                 |         |  |
| Lugo 35’ (aut.) Wade 90’                                                   | Marcatori | 67’ de la Torre |         |  |

| Toluca 13 maggio 1987                                                             | Messico   | 6 – 0 | Bermuda |  |
| \| \| \| \| \| de la Torre 1’ 44’ 61’ Galindo 47’ 82’ Cruz 71’ \| Marcatori \| \| |           |       |         |  |
|                                                                                   |           |       |         |  |
| de la Torre 1’ 44’ 61’ Galindo 47’ 82’ Cruz 71’                                   | Marcatori |       |         |  |

Passano il turno Messico (7-2) e Stati Uniti (3-2).

#### Gruppo C
| Panama 19 aprile 1987                                              | Panama    | 1 – 1      | El Salvador |  |
| \| \| \| \| \| Marcatore sconosciuto \| Marcatori \| 26’ Lozano \| |           |            |             |  |
|                                                                    |           |            |             |  |
| Marcatore sconosciuto                                              | Marcatori | 26’ Lozano |             |  |

| San Salvador 17 maggio 1987                                                      | El Salvador | 3 – 2                 | Panama |  |
| \| \| \| \| \| Rugamas 8’ Coreas 44’ ?’ \| Marcatori \| Marcatori sconosciuti \| |             |                       |        |  |
|                                                                                  |             |                       |        |  |
| Rugamas 8’ Coreas 44’ ?’                                                         | Marcatori   | Marcatori sconosciuti |        |  |

| Tegucigalpa 17 maggio 1987                                       | Honduras  | 1 – 2                 | Guatemala |  |
| \| \| \| \| \| Smith 7’ \| Marcatori \| 43’ Monzón 84’ Chacón \| |           |                       |           |  |
|                                                                  |           |                       |           |  |
| Smith 7’                                                         | Marcatori | 43’ Monzón 84’ Chacón |           |  |

| Città del Guatemala 31 maggio 1987 | Guatemala | 2 – 2 | Honduras |  |

Passano il turno El Salvador (4-3) e Guatemala (4-3).

### Secondo turno

#### Gruppo 1
| Squadra           | P.ti | G | V | N | P | GF | GS | DR |
| ----------------- | ---- | - | - | - | - | -- | -- | -- |
| Stati Uniti       | 8    | 4 | 4 | 0 | 0 | 13 | 4  | +9 |
| Trinidad e Tobago | 2    | 3 | 1 | 0 | 2 | 2  | 5  | -3 |
| El Salvador       | 0    | 3 | 0 | 0 | 3 | 3  | 9  | -6 |

| Fenton 5 settembre 1987                                                         | Stati Uniti | 4 – 1       | Trinidad e Tobago |  |
| \| \| \| \| \| Goulet 39’ 79’ 89’ Stollmeyer 61’ \| Marcatori \| 59’ Fonrose \| |             |             |                   |  |
|                                                                                 |             |             |                   |  |
| Goulet 39’ 79’ 89’ Stollmeyer 61’                                               | Marcatori   | 59’ Fonrose |                   |  |

| Port of Spain 20 settembre 1987                       | Trinidad e Tobago | 0 – 1               | Stati Uniti |  |
| \| \| \| \| \| \| Marcatori \| 56’ (rig.) H. Pérez \| |                   |                     |             |  |
|                                                       |                   |                     |             |  |
|                                                       | Marcatori         | 56’ (rig.) H. Pérez |             |  |

| San Salvador 18 ottobre 1987                                                                             | El Salvador | 2 – 4                                 | Stati Uniti |  |
| \| \| \| \| \| Rodríguez 30’ (rig.) Canales 71’ \| Marcatori \| 4’ Goulet 10’ Klopas 19’ 65’ H. Pérez \| |             |                                       |             |  |
| |             |                                       |             |  |
| Rodríguez 30’ (rig.) Canales 71’                                                                         | Marcatori   | 4’ Goulet 10’ Klopas 19’ 65’ H. Pérez |             |  |

| San Salvador 15 maggio 1988                   | El Salvador | 0 – 1       | Trinidad e Tobago |  |
| \| \| \| \| \| \| Marcatori \| 52’ Corneal \| |             |             |                   |  |
|                                               |             |             |                   |  |
|                                               | Marcatori   | 52’ Corneal |                   |  |

| Indianapolis 25 maggio 1988                                                          | Stati Uniti | 4 – 1      | El Salvador |  |
| \| \| \| \| \| Goulet 8’ 24’ Davis 88’ Lazo 90’ (aut.) \| Marcatori \| 59’ Abrego \| |             |            |             |  |
|                                                                                      |             |            |             |  |
| Goulet 8’ 24’ Davis 88’ Lazo 90’ (aut.)                                              | Marcatori   | 59’ Abrego |             |  |

| 29 maggio 1988 | Trinidad e Tobago | – | El Salvador |  |

#### Gruppo 2
| Squadra   | P.ti | G | V | N | P | GF | GS | DR  |
| --------- | ---- | - | - | - | - | -- | -- | --- |
| Messico   | 8    | 4 | 4 | 0 | 0 | 16 | 1  | +15 |
| Guatemala | 4    | 4 | 2 | 0 | 2 | 10 | 5  | +5  |
| Guyana    | 0    | 4 | 0 | 0 | 4 | 0  | 20 | -20 |

| Città del Guatemala 18 ottobre 1987                            | Guatemala | 6 – 0 | Guyana |  |
| \| \| \| \| \| Chacón Rivera Funes Westphal \| Marcatori \| \| |           |       |        |  |
|                                                                |           |       |        |  |
| Chacón Rivera Funes Westphal                                   | Marcatori |       |        |  |

| Città del Guatemala 25 ottobre 1987                           | Guyana    | 0 – 3                       | Guatemala |  |
| \| \| \| \| \| \| Marcatori \| 19’ 55’ Chacón 60’ B. Pérez \| |           |                             |           |  |
|                                                               |           |                             |           |  |
|                                                               | Marcatori | 19’ 55’ Chacón 60’ B. Pérez |           |  |

| Santa Ana 2 dicembre 1987 | Guyana    | 0 – 9 | Messico |  |
| \| \| \| \| \| \| Marcatori \| 29’ Flores 32’ 50’ de la Torre 38’ Juan Hernández 42’ 59’ Galindo 69’ Javier Hernández 72’ Quirarte 88’ Hermosillo \| |           | |         |  |
| |           | |         |  |
| | Marcatori | 29’ Flores 32’ 50’ de la Torre 38’ Juan Hernández 42’ 59’ Galindo 69’ Javier Hernández 72’ Quirarte 88’ Hermosillo |         |  |

| Città del Messico 9 dicembre 1987 | Messico | 2 – 0 | Guyana |  |

| Toluca 3 febbraio 1988                                                    | Messico   | 2 – 1        | Guatemala |  |
| \| \| \| \| \| de la Torre 41’ Flores 42’ \| Marcatori \| 90’ B. Pérez \| |           |              |           |  |
|                                                                           |           |              |           |  |
| de la Torre 41’ Flores 42’                                                | Marcatori | 90’ B. Pérez |           |  |

| Città del Guatemala 14 febbraio 1988                                       | Guatemala | 0 – 3                                    | Messico |  |
| \| \| \| \| \| \| Marcatori \| 6’ (rig.) Galindo 49’ Flores 56’ Aguirre \| |           |                                          |         |  |
|                                                                            |           |                                          |         |  |
|                                                                            | Marcatori | 6’ (rig.) Galindo 49’ Flores 56’ Aguirre |         |  |